# Elina Andriola
Elina Andriola (griechisch Ελίνα Ανδριόλα, auch Eleni Andriola, * 9. November 1986 in Athen) ist eine ehemalige griechische Sportlerin der Rhythmischen Sportgymnastik.

## Vita
Elina begann im Alter von acht Jahren mit der Sportgymnastik und war zwischen 2000 und 2008 im Kader der Griechischen Auswahl.
Bei ihrer ersten Griechischen Meisterschaft als Seniorin im Jahre 2001 konnte sie sich gleich den Titel sichern und verdrängte die favorisierte Vorjahressiegerin und Olympiateilnehmerin Evmorfia Dona auf den zweiten Platz. Auch in drei von vier Einzeldisziplinen verwies sie ihre Kontrahentin ebenfalls auf den zweiten Platz. Lediglich in der Disziplin Reifen landete sie hinter Dona auf den zweiten Platz. Mit diesem Erfolg im Nacken bereitete sich Elina für ihre erste Weltmeisterschaft vor, die sie im Mehrkampf mit dem 21. Rang von insgesamt 131 teilnehmenden Einzelgymnastinnen abschloss. Da im Nachhinein zwei Sportlerinnen des Dopings überführt wurden, wurde ihr Rang auf den 19 korrigiert. Einen Traum erfüllte sich Andriola mit der Qualifikation für die Olympischen Spiele 2004. Bei den heimischen Spielen erreichte sie das Finale und belegte den neunten Rang. Im folgenden Jahr standen die Mittelmeerspiele in Spanien an und Elina erturnte sich die Bronzemedaille im Mehrkampf. Auch für die Olympischen Spiele 2008 konnte sie sich erneut qualifizieren landete aber wegen einiger Unsicherheiten in ihrer Kür auf den 21. Rang. Wenig später beendete sie ihre aktive Karriere im Spitzensport. Andriola gilt als eine der bekanntesten Einzelgymnastinnen griechischer Herkunft.

## Palmarès
X = wurde nicht ausgetragen
| Wettbewerb | Ort      | Formation | Mehrkampf | Band    | Reifen  | Ball    | Seil    | Keulen  | Team    |
| ---------- | -------- | --------- | --------- | ------- | ------- | ------- | ------- | ------- | ------- |
| WM 2001    | Madrid   | Einzel    | Rang 19   | Rang X  | Rang -  | Rang -  | Rang -  | Rang -  | Rang 6  |
| EM 2002    | Granada  | Einzel    | Rang 9    | Rang X  | Rang 7  | Rang -  | Rang -  | Rang 8  | Rang 6  |
| EM 2003    | Riesa    | Einzel    | Rang X    | Rang 8  | Rang 7  | Rang 7  | Rang X  | Rang 6  | Rang -  |
| WM 2003    | Budapest | Einzel    | Rang 9    | Rang 7  | Rang -  | Rang 7  | Rang X  | Rang 6  | Rang 4  |
| EM 2004    | Kiew     | Einzel    | Rang 6    | Rang X  | Rang X  | Rang X  | Rang X  | Rang X  | Rang 4  |
| OS 2004    | Athen    | Einzel    | Rang 9    | Rang 9  | Rang 9  | Rang 9  | Rang 9  | Rang 9  | Rang 9  |
| EM 2005    | Moskau   | Einzel    | Rang 13   | Rang -  | Rang X  | Rang -  | Rang -  | Rang -  | Rang 7  |
| EM 2007    | Baku     | Einzel    | Rang 12   | Rang 19 | Rang 11 | Rang X  | Rang 13 | Rang 13 | Rang 8  |
| WM 2007    | Patras   | Einzel    | Rang 12   | Rang 17 | Rang 13 | Rang X  | Rang 15 | Rang 10 | Rang 11 |
| OS 2008    | Peking   | Einzel    | Rang 21   | Rang 21 | Rang 21 | Rang 21 | Rang 21 | Rang 21 | Rang 21 |